# Arktikugol
Arktikugol (russ. Арктикуголь) er et russisk statsejet mineselskab som opererer i Barentsburg på Svalbard, Norge.
Selskabet blev stiftet 7. oktober 1931 som et datterselskab af Sojusljesprom. I 1932 købte Arktikugol N.V.Nederlandsche Spitsbergen Compagnie (Nespico), som ejede kulminen i Barentsburg.

## Ulykker
29. august 1996 styrtede Vnukovo Airlines Flight 2801 ned på Operafjellet under en flyvning fra Moskva til Svalbard med 130 minearbejdere og deres pårørende. Alle 141 om bord blev dræbt.